# Kuge

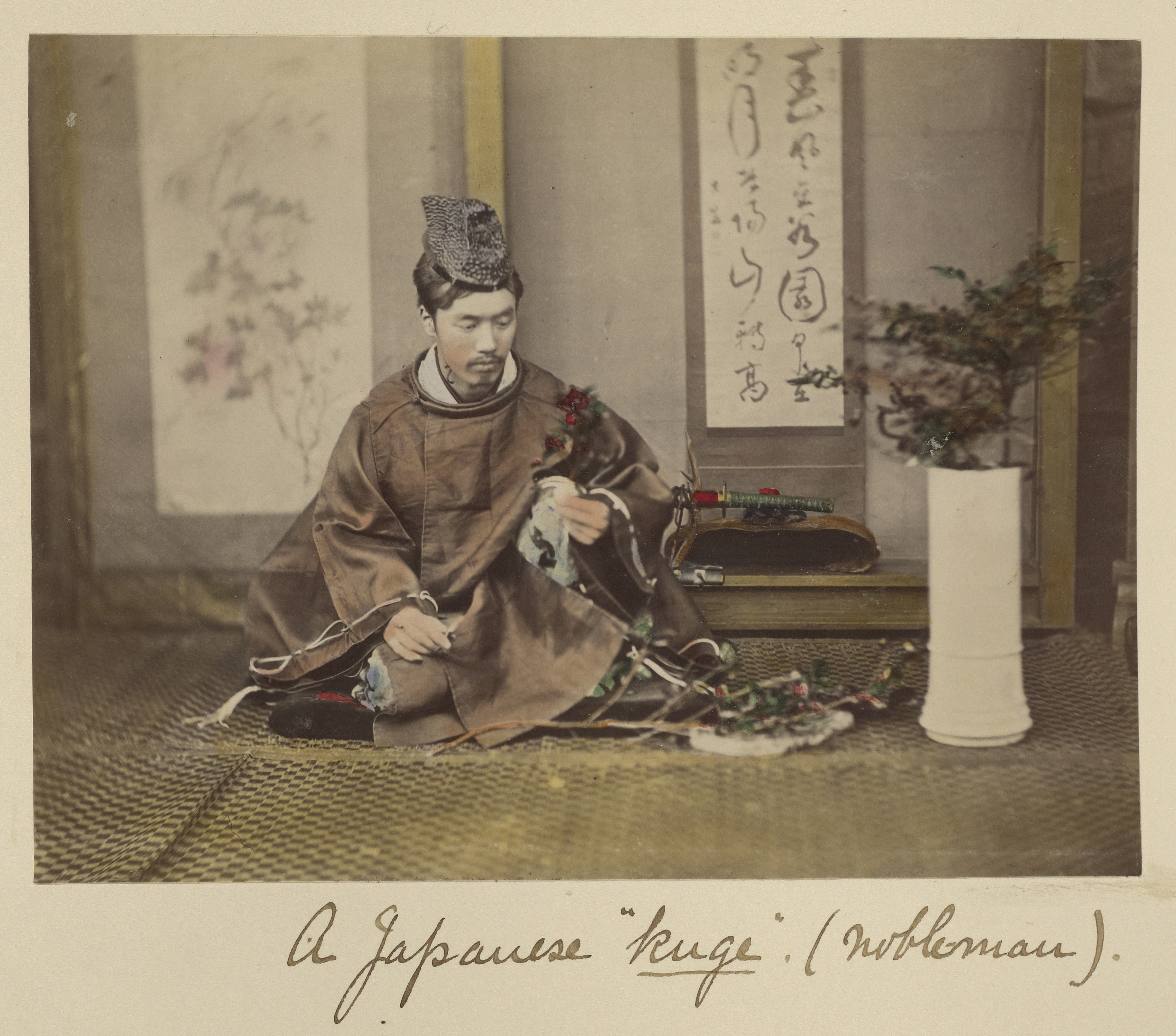
kuge giapponese (nobile)

Con Kuge (公家?) si indica il gruppo di famiglie della classe aristocratica giapponese, che dominò la corte imperiale nei periodi Asuka, Nara e Heian, fino all'ascesa dello shogunato nel XII secolo. Tra i clan più importanti che fecero parte dei Kuge, vi furono quello dei Fujiwara e quello di Minamoto.
I Kuge si dividevano in due classi: i dōjō (堂上?), nobili autorizzati a sedere con l'imperatore, ed i jige (地下?), burocrati a cui tale privilegio era negato. Da un punto di vista storico, i Kuge a cui si fa più spesso riferimento sono i dōjō, che rivestirono le più alte cariche statali  (公卿?, Kugyō).
L'Imperatore era diventato esclusivamente simbolo della nazione e la più alta personalità in campo spirituale, si dedicava alle belle arti e alla cultura, delegando ai Kuge la gestione politica del paese. Per incrementare il loro ascendente sull'Imperatore, ogni famiglia dei Kuge si specializzò in una specifica arte (calligrafia, poesia, musica, architettura, etc.).
Quando, nel XII secolo, i samurai rovesciarono il sistema nobiliare, i Kuge persero tutto il loro potere, furono eclissati dalla vita di corte e gli vennero confiscate le case e le terre. Persero così tutte le loro fonti di reddito e, non avendo svolto altre attività lavorative da oltre quattrocento anni, si dedicarono all'unico patrimonio che era loro rimasto, le conoscenze e competenze maturate nel campo delle arti. Ne fecero una professione e ne trassero sostentamento.
Ogni famiglia Kuge fu autorizzata a trasmettere la conoscenza dei propri segreti nel campo dell'arte di cui era maestra. Gli allievi, tutti rampolli delle famiglie che si erano arricchite nel nuovo ordinamento, pagavano una retta per partecipare al corso e solo dopo un esame durissimo, anch'esso a pagamento, ottenevano un attestato (o certificazione) che li autorizzava ad esercitare l'arte con il riconoscimento dei Kuge. Istituirono così, già nel XII secolo, quel meccanismo di certificazioni che si è sviluppato enormemente nei paesi occidentali solo nel XX secolo.
La serietà degli attestati era avvalorata dal numero di discepoli che non erano in grado di superare l'esame, i quali erano ben disposti a ripetere i lunghi e costosi corsi di studio pur di raggiungere l'agognata certificazione.
I Kuge erano quindi stimolati a perfezionare le loro arti per inserire sempre nuovi argomenti di insegnamento, i discepoli che avevano ricevuto una certificazione di primo livello chiedevano di perfezionare la loro competenza, seguendo un ulteriore corso di livello avanzato.
Con queste attività, i Kuge riuscirono a mantenere molto alto il loro livello di reddito per tutto il periodo Edo.
Con la fine dello shogunato ed il rinnovamento Meiji, nel 1869 i Kuge confluirono assieme ai daimyō nella nuova classe nobiliare chiamata kazoku, che sarebbe rimasta in vigore fino al 1946. In seguito i titoli nobiliari sarebbero stati ad esclusivo appannaggio dei membri della famiglia imperiale, ma la vecchia aristocrazia avrebbe continuato ad occupare posti di rilievo nelle istituzioni.